# Stanhopea × thienii
Stanhopea × thienii là một loài thực vật có hoa trong họ Lan. Loài này được Dodson miêu tả khoa học đầu tiên năm 1980.